# Frascati
Frascati (izg.: Fraskati) je mesto in občina v pokrajini Rim v regiji Lacij v osrednji Italiji. Nahaja se 20 kilometrov jugovzhodno od Rima, na gričevju Alban v bližini starodavnega mesta Tusculum. Frascati je tesno povezan z znanostjo, saj je sedež več mednarodnih znanstvenih laboratorijev.
Frascati je znan po svojih belih vinih Frascati. Prav tako je pomemben zgodovinski in umetniški center.

## Zgodovina
Najpomembnejše arheološko najdišče na območju, ki sega do antičnih rimskih časov, v čas pozne republikanske dobe, je patricijska rimska vila, ki je verjetno pripadala Lucullusu (Lukul Licinij Lukul Pontski). V prvem stoletju našega štetja je bil njen lastnik Gaius Sallustius Crispusa Passienus, ki se je poročil z Agripino mlajšo, Neronovo materjo. Njegove posesti je kasneje zasegla flavijska cesarska dinastija (69-96). Konzul Flavius Clemens je živel v vili z ženo Domitillo času vladavine Domicijana.
Po zapisu v Liber Pontificalis, je bil Frascati v 9. stoletju vasica, verjetno ustanovljena dve stoletji prej. Ime mesta verjetno izhaja iz tipične lokalne tradicije zbiranja drv ("frasche" v italijanščini) - mnogo krajevnih imen po vsem mestu se nanaša na drevesa ali les. Po uničenju najbližjega Tusculuma v letu 1191, se je mestno prebivalstvo v Frascatiju povečalo, sem je bila preseljena tudi škofija. Papež Inocenc III. je potrdil mesto kot fevdalno posest bazilike Sv. Janeza v Lateranu. V naslednjih stoletjih so bila njegova ozemlja opustošena in osiromašena s pogostimi napadi. Lastile do si ga različne pomembne družine, vključno družina Colonna, dokler papež Pij II., leta 1460, mesta ne utrdi z obzidjem.
Na začetku šestnajstega stoletja je papež Julij II. dal Frascati kot fevdalno posesti kondotieru Marcantonio I. Colonna, ki je živel v njem od 1508 skupaj z ženo Lucrezio della Rovere (1485-1552), nečakinjo papeža Julija II. Leta 1515 je izdal Colonna prvi statut Frascatija, Statuti e Capituli Del Castello di Frascati, z latinskim naslovom Populus antiquae civitas Tusculi.
Leta 1518 je bila zgrajena bolnišnica, poimenovana po sv. Boštjanu, v spomin na staro bazilike, uničeno v 9. stoletju. Po smrti princa Colonna leta 1522, je Lucrezia della Rovere prodala Frascati Pier Luigi Farneseju (vojvoda Parme, Piacenze and Castra), nečaku papeža Pavla III.
1. maja 1527 je družba Landsknecht, potem ko je oplenila Rim, prišla iz sosednjih vasi. Vendar so vojaki spremenili smer svojega gibanja v mesto Rural Aedicule posvečeno Devici Mariji in Frascatiju je bilo prizaneseno. Na ta dogodek spominja ime cerkve Capocroce.
Leta 1538 je papež Pavel III. Frascatiju podelil naziv "Civitas", z imenom "Tusculum Novum". Leta 1598 so začeli graditi novo katedralo posvečeno sv. Petru.
Dne 15. septembra 1616 je bila, na pobudo sv. Joseph Calasanza, španskega duhovnika, prvič v Evropi ustanovljena javna in brezplačna šola
Dne 18. junija 1656 je odpadel del ometa znotraj cerkve svete Marije v Vivariu in pokazale so se starodavne freske. To je bila podoba sv. Sebastjana in Roka, zaščitnikov pred kugo. Istega leta je bila epidemija kuge v Rimu, vendar se je Frascatiju izognila. Od tega leta sta svetnika zavetnika mesta. Na pročelju katedrale sta kipa teh dveh svetnikov.
Leta 1757 so v središču mesta odprli gledališče Valle, leta 1761 so utrdbo spremenili v knežjo palačo pod pokroviteljstvom kardinala Henrika Stuarta, vojvode Yorškega.
Leta 1809 je bil Frascati anektiran k francoskemu cesarstvu in izbran kot glavno mesto rimskega kantona.
V jeseni 1837 je ponovno izbruhnila epidemija kuge v Rimu. 5000 ljudi je zapustilo Rim. Frascati je bilo edino mesto, ki jim je odprlo svoja vrata. Od takrat ima Frascati zastavo enako kot v Rimu, rumena in rdeča. Leta 1840 je kardinal-škof Ludovico Micara v mestu ustanovil Accademia Tuscolana.
Leta 1856 je bilo mesto izbrano za postajo prve železnice Rim-Frascati, ki je bila zgrajena s strani papeške države. Zadnji del proge je bil odprt leta 1884, 14 let po tem, ko je mesto postalo del nove Kraljevine Italije. 17. decembra 1901 je Frascati dobil električno energijo iz hidroelektrarne v Tivoliju.
Leta 1906 je med Frascatijem, Rimom in Castelli Romani odprta proga električnega tramvaja. Tramvaji je vozil po tirih, zgrajenih na obstoječih ulicah kot medmestni električni tramvaj. Leta 1954 je električni tramvaj zamenjal avtobus. Še ena proga električnega tramvaja je bila na relaciji Rim in Fiuggi in se je imenovala "Vicinali". Odprta je bila leta 1916 in je povezala Frascati, Monte Porzio Catone, Monte Compatri in San Cesáreo. Ta tramvajska linija je bila uničena leta 1943 in jo je nadomestil avtobus.
Leta 1943, med drugo svetovno vojno, je bil Frascati močno bombardiran. Približno 50 % stavb, vključno s številnimi spomeniki, vilami in hišami, je bilo uničenih. Veliko ljudi je umrlo v teh zračnih napadih, predvsem v drugem zračnem napadu 22. januarja 1944, na dan bitke za Anzio (Operacija Shingle). Mesto je bilo osvobojeno od nacistične nemške okupacije 4. junija 1944.

## Geografija
Frascati leži na Albano gričih in je ena od občin Castelli Romani. Je član Comunità Montana dei Castelli Romani e Prenestini.
Občino sestavljajo naslednje enote: Cisternole, Cocciano, Pantano Secco, Prataporci, Villa Muti, Selvotta in Vermicino.

## Znamenitosti

### Vile
Frascati je znan po svojih izjemnih vilah, ki so bile zgrajene od 16. stoletja dalje. Gradili so jih papeži, kardinali in rimski plemiči, kot "statusni simbol" rimskega plemstva. Te hiše so bile zasnovane za družbene dejavnosti in ne za kmetovanja. Vile so precej dobro ohranjene ali pa so bile skrbno in avtentično obnovljene po škodi povzročeni med drugo svetovno vojno.
The main villas are:
- Villa Aldobrandini
- Villa Parisi
- Villa Falconieri
- Villa Grazioli
- Villa Lancellotti
- Villa Muti
- Villa Rufinella (ali Tuscolana)
- Villa Sora
- Villa Torlonia
- Villa Vecchia
- Villa Mondragone
- Villa Sciarra

### Religiozne stavbe
Bazilika apostola svetega Petra; zasnoval jo je Ottaviano Nonni, ki je znan kot "Mascherino". Prvotna konstrukcija je bila končana leta 1598. Med letoma 1698-1700 je Gerolamo Fontana dodal novo visoko pročelje. Bazilika je bila porušena med bombardiranjem leta 1943 in kasneje rekonstruirana notranjost. Na notranji strani fasade je nagrobnik Charlesa Edwarda Stuarta.
Cerkev Gesu (Frascati), ki jo je zasnoval jezuitski arhitekt Giovanni De Rosis, je bila zgrajena konec 16. stoletja. Na fasadi so niše s kipi pripisanimi Pietru da Cortona. Najpomembnejša značilnost notranjosti je trompe l'oiel lažna kupola in druge arhitekturne značilnosti. Te je ustvaril Andrea Pozzo in so podobne modelom, razvitim za cerkev Sant'Ignazio v Rimu. Leta 1773 je kardinal Henry Benedict Stuart, vojvoda iz Yorka, ponovno posvetil cerkev z imenom Svetega Jezusa in sv. Gregorja Velikega.
Škofova palača, stara "Rocca" (grad), je masivna gradnja z dvema kvadratnima in enim okroglim stolpom. V njej je prebival škof Frascatija. Palača se je držala nekdanje stolne cerkve Santa Maria v Vivariu, z zvonikom (1305), ki ima tri vrste s tremi okni, ta pa z okenskimi križi.

### Muzeji
Arheološki muzej na Scuderie Aldobrandini kaže arheološke najdbe iz antičnega mesta Tusculum in bližnji okolici. Ima obsežne modele Tuscolanskih vil.
Etiopski Muzej kardinala Guglielmo Massaia (1809-1889), misijonarja, ki je bil tu pokopan, v kapucinskem samostanu, katerega cerkev je posvečena sv. Frančišku Asiškemu, hiša je delo Giulio Romano Cristoforo Roncallija.

## Pobratena mesta
- Bad Godesberg, Nemčija
- Saint-Cloud, Francija
- Kortrijk, Belgija
- Windsor in Maidenhead, Združeno kraljestvo.

Vsako leto mladi iz Frascatija tekmujejo s partnerskimi mesti v športnih tekmovanjih, ki jih gostijo vsako od petih mest. V Torlonia Park v Frascatiju obstajajo ceste poimenovane po vsakem od partnerskih mest.

## Raziskovalni laboratoriji
V drugi polovici leta 1950 je bil, pod vodstvom INFN, v Frascatiju razvit prvi italijanski pospeševalnik delcev, in INFN ima še vedno velik laboratorij za fiziko delcev v mestu. Frascati danes gosti tudi naslednje laboratorije:
- Misija opazovanja Zemlje Evropske vesoljske agencije s sedežem v ESRIN v Frascati
- Raziskovalni objekti ENEA so od INFN
- Fundacija Spaceguard
- Frascati Tokamak Upgrade

OECD-jev Frascati Manual je metodologija za raziskave in razvoj statistike in izvira iz sestanka v Vili Falconieri v juniju 1963.